# Mitja
Mitja  è un nome proprio di persona russo e sloveno maschile.

## Origine e diffusione
Può essere un ipocoristico sia del nome Дмитрий (Dmitrij) che del nome Митрофан (Mitrofan). In cirillico è scritto Митя, che viene traslitterato in inglese come Mitya.

## Onomastico
L'onomastico ricorre lo stesso giorno del nome di cui costituisce un ipocoristico.

## Persone

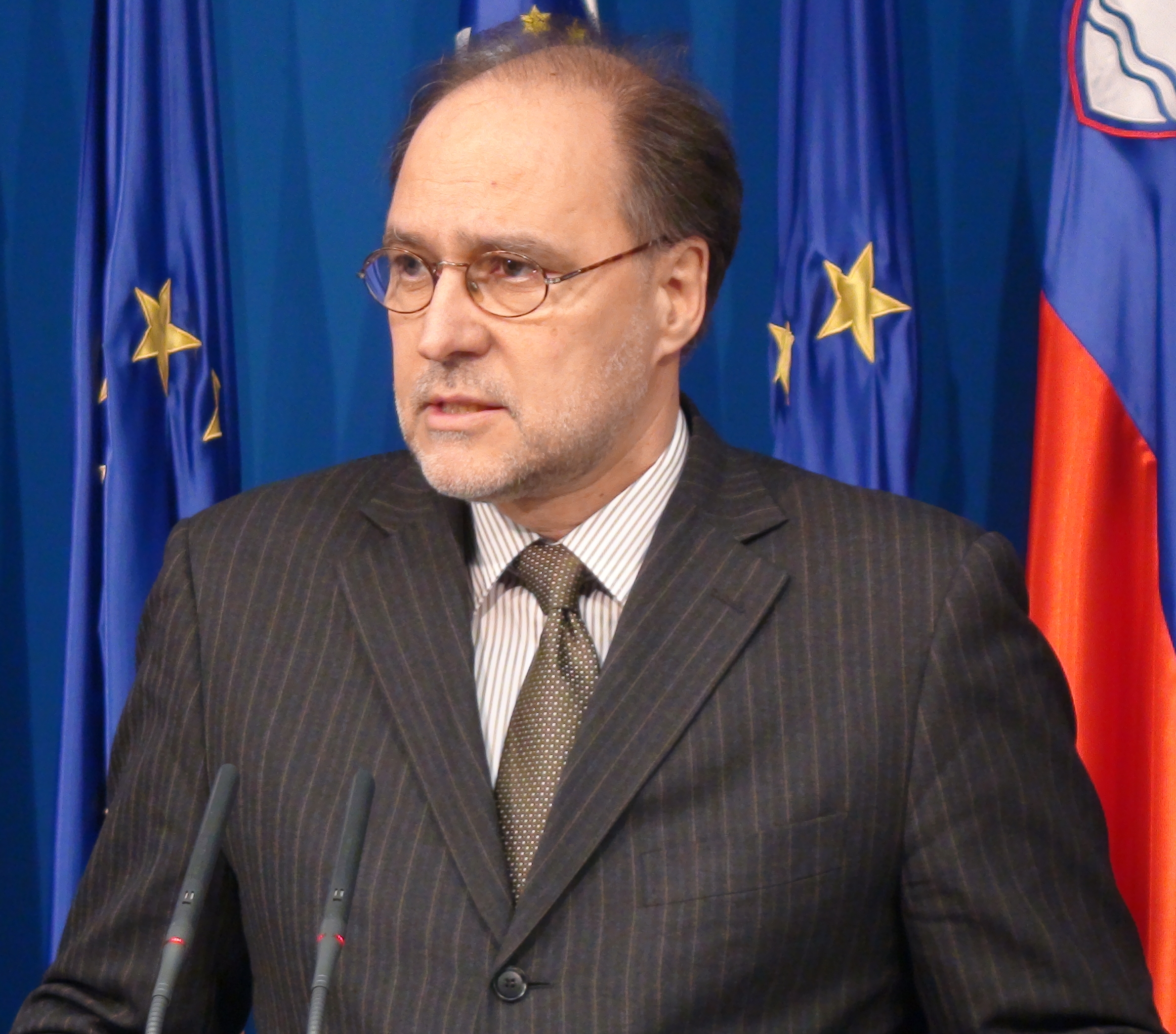
Mitja Gaspari

- Mitja Borkert, progettista e ingegnere tedesco
- Mitja Brulc, calciatore sloveno
- Mitja Dragšič, sciatore alpino sloveno
- Mitja Fomin, cantante, danzatore e produttore discografico russo
- Mitja Gaspari, politico ed economista sloveno
- Mitja Kunc, sciatore alpino sloveno
- Mitja Lotrič, calciatore sloveno
- Mitja Mahorič, ciclista su strada sloveno
- Mitja Mörec, calciatore sloveno
- Mitja Valenčič, sciatore alpino sloveno
- Mitja Viler, calciatore sloveno
- Mitja Zastrow, nuotatore olandese